# 哈达街道 (赤峰市)
哈达街道，是中华人民共和国内蒙古自治区赤峰市红山区下辖的一个乡镇级行政单位。

## 行政区划
哈达街道下辖以下地区：
钟楼社区、万源德社区、百柳社区、接官厅社区和银马社区。